# Oryzomys
Oryzomys es un género de mamíferos roedores de la familia Cricetidae, llamados comúnmente ratones de arrozal por los estragos que producen en los campos de arroz. 

## Historia natural
Su vida se desarrolla en estrecha relación con el agua y nadan y se sumergen con facilidad. Habitan en zonas húmedas y pantanosas. Construyen sus nidos de material vegetal y sobre la vegetación, al nivel máximo del agua. Las hembras tienen repetidas gestaciones de 25 días, al cabo de los cuales paren tres o cuatro crías. 
Se alimentan de semillas, hierbas, frutas, insectos, crustáceos y pequeños peces. La talla varía según la especie. El cuerpo mide de 9 a 20 cm de longitud más una cola de 8 a 25 cm de largo; el peso varía entre 40 y 80 gramos.

## Taxonomía
De acuerdo con estudios filogenéticos, el conjunto de especies que se había incluido en Oryzomys es polifilético. Por ejemplo, O. intectus ha sido trasladado a un nuevo género, Handleyomys, pero otras especies siguen clasificadas como Oryzomys. 

### Especies
Con seguridad forman parte de este género:
- Oryzomys albiventer
- Oryzomys couesi
- Oryzomys dimidiatus
- Oryzomys gorgasi
- Oryzomys nelsoni
- Oryzomys palustris

Se realizan estudios para reclasificar o ratificar la clasificación de:
- Oryzomys albigularis
- Oryzomys alfaroi
- Oryzomys angouya
- Oryzomys auriventer
- Oryzomys balneator
- Oryzomys bolivaris
- Oryzomys caracolus
- Oryzomys chapmani
- Oryzomys devius
- Oryzomys emmonsae
- Oryzomys galapagoensis
- Oryzomys hammondi
- Oryzomys intermedius
- Oryzomys keaysi
- Oryzomys lamia
- Oryzomys levipes
- Oryzomys macconnelli
- Oryzomys megacephalus
- Oryzomys melanotis
- Oryzomys nitidus
- Oryzomys oniscus
- Oryzomys polius
- Oryzomys ratticeps
- Oryzomys rhabdops
- Oryzomys rostratus
- Oryzomys russatus
- Oryzomys saturiator
- Oryzomys seuanezi
- Oryzomys subflavus'
- Oryzomys tatei
- Oryzomys xantheolus
- Oryzomys yunganus